# Pierre-Ange Romain
Ne doit pas être confondu avec Pierre Romain.
Pierre-Ange Romain, dit Romain l'aîné, né le 30 octobre 1751 à Honfleur et mort le 15 juin 1785 à Wimereux, est un avocat, physicien, chimiste et aéronaute français.

## Biographie

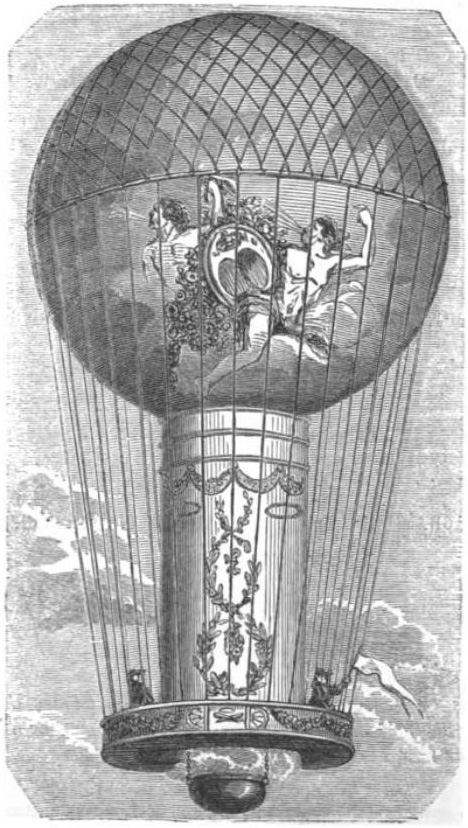
L'aéro-montgolfière.

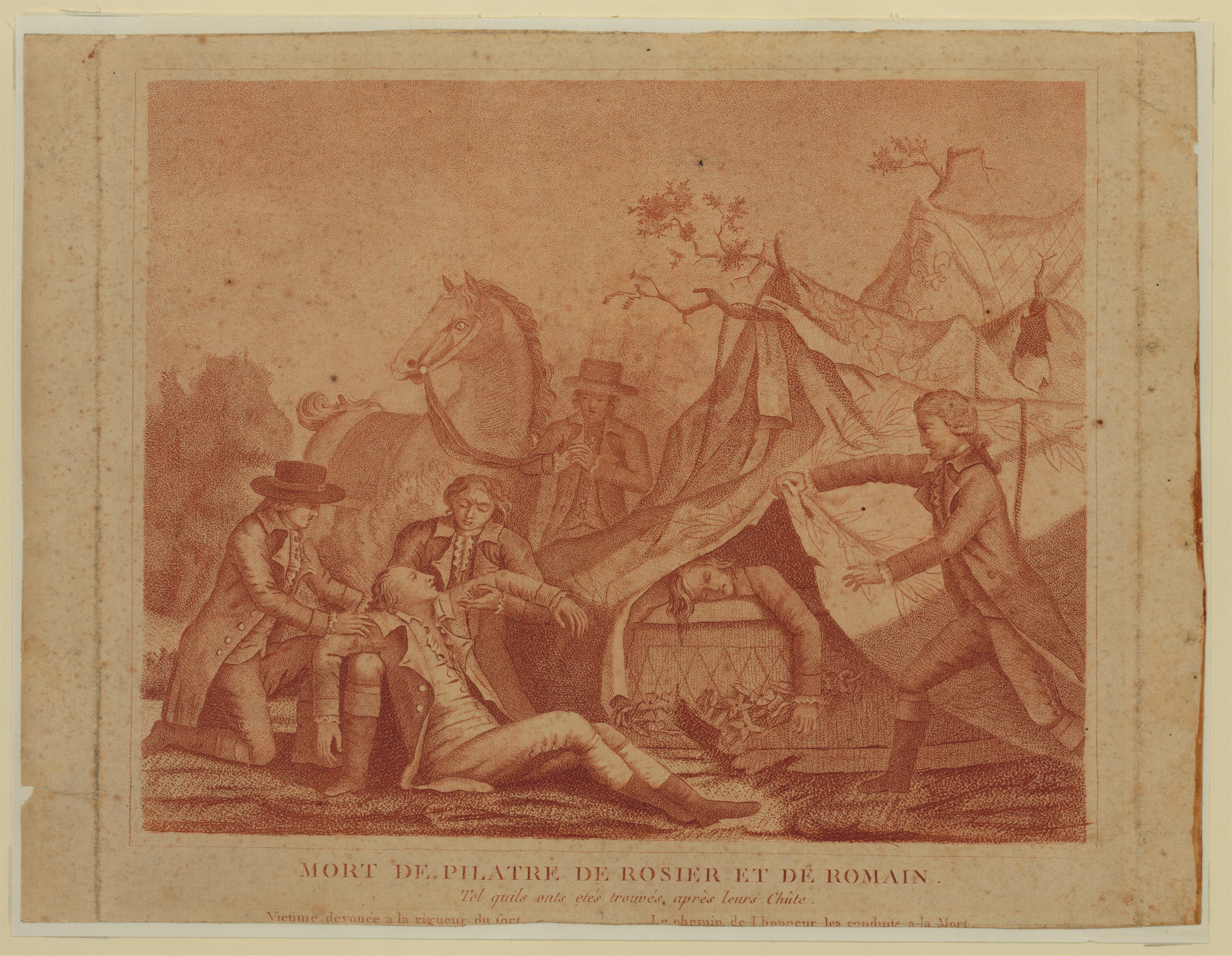
Mort de Pilâtre de Rozier et de Romain, gravure, fin XVIIIe-début XIXe siècle.

Il est le fils de Nicolas-Pierre-Jaques Romain et Marie Françoise Beaufils.
Procureur du bailliage de Rouen, puis receveur des consignations et commissaire aux saisies réelles, il se consacre exclusivement à l'aérostation à partir de 1784.
Il rencontre Jean-François Pilâtre de Rozier en août 1784 et entreprend l'étude d'un ballon capable de faire la traversée de la Manche. Une montgolfière simple ne permettant pas un voyage aussi long (il serait impossible de transporter tout le foin nécessaire à la chauffe), ils mettent au point une combinaison de montgolfière et de ballon à gaz, qu'ils nomment « aéro-montgolfière ». Romain construit l'aérostat avec son frère, à Paris, sous le dôme des Tuileries.
Romain et Pilâtre de Rozier s'élancent de Boulogne-sur-Mer le matin du 15 juin 1785. Un vent contraire les ramène sur la côte française, puis l'aéro-montgolfière prend feu et s'écrase. Pilâtre de Rozier meurt sur le coup, Romain survit quelques minutes. Il s'agit du premier accident aérien de l'histoire.